# Ostniederdeutsch
Ostniederdeutsch umfasst in Deutschland hauptsächlich jene niederdeutschen Dialekte, die in Mecklenburg-Vorpommern, Brandenburg und im Norden Sachsen-Anhalts, in der Altmark und in den Gebieten östlich der Oder gesprochen werden oder wurden. International sprechen vor allem Nachkommen mennonitischer Auswanderer mit Plautdietsch einen Dialekt des Ostniederdeutschen.

## Sprachliche Besonderheiten
Im Vergleich mit dem auch Westniederdeutsch genannten Niedersächsischen weist das Ostniederdeutsche im Übergangsbereich zu den ostmitteldeutschen Dialekten eine größere Nähe zum Hochdeutschen auf. Durch mittelalterliche Siedlungsbewegungen finden sich viele Wörter und Wendungen des westfälischen Dialektes im Ostniederdeutschen. Ferner finden sich einige Wörter westslawischen und französischen Ursprungs.
Die Trennung zwischen Ost- und Westniederdeutsch ist eher eine geographische, die zwischen alten und neuen (ab ca. 1250 besiedelten) Siedlungsgebieten unterscheidet. Insbesondere das Mecklenburgisch-Vorpommersche ist in Aussprache und Grammatik mit dem (westlichen) Nordniedersächsischen zum größten Teil identisch. Im Allgemeinen zeigt das Niederdeutsche in regionaler Hinsicht weniger Unterschiede zwischen den Dialekten als es im Hochdeutschen der Fall ist.
Als Unterschied zu den westniederdeutschen Mundarten wird für gewöhnlich die Bildung des Plurals der Verben im Präsens herangezogen. Dieser soll für alle drei Personen gleich sein (Einheitsplural) und im Westniederdeutschen auf -(e)t, im Ostniederdeutschen jedoch auf -e(n) ausgehen:
| Person & Numerus | Standardhochdeutsch | Niederfränkisch | Westniederdeutsch | Ostniederdeutsch |
| ---------------- | ------------------- | --------------- | ----------------- | ---------------- |
| 1. Person Plural | wir machen          | mer make        | wi māk(e)t        | wi māke(n)       |
| 2. Person Plural | ihr macht           | er maat         | ji/gi māk(e)t     | ji/gi māke(n)    |
| 3. Person Plural | sie machen          | se make         | si/se māk(e)t     | si/se māke(n)    |

Die Endung auf -en gilt jedoch auch in für gewöhnlich zum Westniederdeutschen gezählten Dialekten wie dem ostfriesischen und Schleswiger Platt. Ferner kommt auch ein zweiförmiger Plural ähnlich zum Standardhochdeutschen vor (wi -en, ji -et, sei -en).
Ursprünglich markant für die Dialekte Brandenburgs/Preußens war, dass /s/ (scharfes S) vor Konsonanten zu /ʃ/ (Sch-Laut) wurde. Snacken, Strand und Spiker wurden so häufig als schnacken, Schtrand und Schpiker ausgesprochen. Dies betraf ursprünglich nur die Mittelmark und die Dialekte östlich der Elbe, verbreitete sich jedoch durch hochdeutschen Einfluss und größere Sprechermobilität mit der Zeit auch in die anderen Regionen, ohne die ursprünglichen Formen zu verdrängen.

## Dialekte

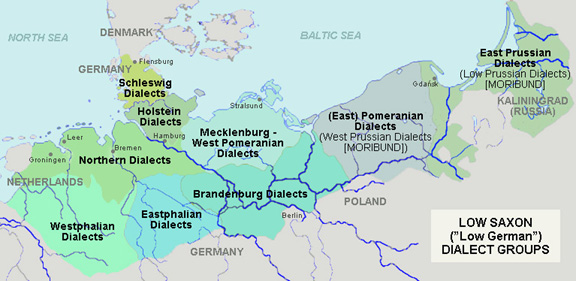
Historische Verbreitungsgebiete der niederdeutschen Dialektgruppen (bis 1945) – Ortsnamen und Grenzen entsprechen den heutigen Gegebenheiten (auf Englisch)
[Dabei ist West Prussian Dialects ‚westpreußische Mundarten‘ irrtümlich in (Hinter-)Pommern eingezeichnet und East Prussian Dialects ‚ostpreußische Mundarten‘ sowohl in West- als auch Ostpreußen.]

Zum Ostniederdeutschen werden folgende Dialektgruppen gezählt:
1. Mecklenburgisch-Vorpommersch (Mecklenburg und Vorpommern)
2. Märkisch (Brandenburg und Sachsen-Anhalt; beinhaltet auch Mittelpommersch in der historischen Landschaft Hinterpommern und im südl. Vorpommern)
3. Ostpommersch (in der historischen Landschaft Hinterpommern; beinhaltet auch Pomerano in Brasilien)
4. Niederpreußisch (fast ausgestorben; bis 1945 in Ostpreußen, Westpreußen und Danzig im heutigen Polen, Russland und Litauen; beinhaltet auch Plautdietsch, durch die weltweite Migration der Russlandmennoniten heute in Russland, Kanada, Mexiko, Paraguay (Gran Chaco), und neuerdings auch wieder in Deutschland gesprochen)

Eine Sonderentwicklung nahmen die südmärkischen Dialekte. Früher gehörten sie zum Ostniederdeutschen, da sie ihre Wurzeln im Märkischen haben. Infolge starken mitteldeutschen Einflusses werden sie heute jedoch dem Ostmitteldeutschen zugeordnet.
Die spezifischen Eigenheiten aller ostniederdeutschen Dialekte sind in den jeweiligen Artikeln beschrieben. Ihr Wortschatz wird erfasst und beschrieben im Mecklenburgischen Wörterbuch (Dialekte in Mecklenburg), im Pommerschen Wörterbuch (Dialekte in Vor- und Hinterpommern), im Brandenburg-Berlinischen Wörterbuch (Brandenburgische Dialekte), im Mittelelbischen Wörterbuch (u. a. ostniederdeutsche Dialekte im nördlichen Sachsen-Anhalt) und im Preußischen Wörterbuch (Dialekte in West- und Ostpreußen).
Die größte ostniederdeutsche Dialektgruppe in Deutschland ist heutzutage das Mecklenburgisch-Vorpommersche. Größere Sprecherzahlen haben auch die Auslandsmundarten Plautdietsch (ca. 500.000 Sprecher) und Pomerano (ca. 300.000 Sprecher).

## Sonderform Hötter Platt
Im Zuge der Ostsiedlung ab dem ausgehenden Mittelalter gelangten auch niederfränkische, genauer gesagt niederländische Mundarteinflüsse, ins Ostniederdeutsche, besonders ins Märkische, weil viele Altsiedler aus Flandern zuzogen. Diese wurden in seltenen Einzelfällen später wieder in die umgekehrte Richtung mitgenommen, so entstand zum Beispiel das Hötter Platt. Dieser Dialekt hat sich aus mehreren ostniederdeutschen Dialekten in Düsseldorf-Gerresheim gebildet.